# Honolulu Challenger 2011
L'Honolulu Challenger 2011 è stato un torneo professionistico di tennis maschile giocato sul cemento. È stata la 2ª edizione del torneo, che fa parte dell'ATP Challenger Tour nell'ambito dell'ATP Challenger Tour 2011. Si è giocato a Honolulu negli USA dal 24 al 30 gennaio 2011.

## Partecipanti

### Teste di serie
| Giocatore       | Nazionalità | Ranking* | Testa di serie |
| --------------- | ----------- | -------- | -------------- |
| Michael Russell | Stati Uniti | 100      | 1              |
| Robert Kendrick | Stati Uniti | 110      | 2              |
| Ryan Sweeting   | Stati Uniti | 116      | 3              |
| Grega Žemlja    | Slovenia    | 141      | 4              |
| Bobby Reynolds  | Stati Uniti | 157      | 5              |
| Ryan Harrison   | Stati Uniti | 172      | 6              |
| Tim Smyczek     | Stati Uniti | 173      | 7              |
| Jesse Witten    | Stati Uniti | 224      | 8              |

- Ranking al 17 gennaio 2011

### Altri partecipanti
Giocatori che hanno ricevuto una wild card:
- Devin Britton
- Austin Krajicek
- Dennis Lajola
- Jérémy Tweedt

Giocatori passati dalle qualificazioni:
- Chen Ti
- Luka Gregorc
- Jun Woong-sun
- Olivier Sajous

## Campioni

### Singolare
Ryan Harrison ha battuto in finale  Alex Kuznetsov con il punteggio di 6–4, 3–6, 6–4

### Doppio
Ryan Harrison /  Travis Rettenmaier hanno battuto in finale  Robert Kendrick /  Alex Kuznetsov, per walkover